# David Rigert
David Adamovitch Rigert (russe : Давид Ада́мович Ри́герт), né le 12 mars 1947, est un haltérophile et entraîneur soviétique d'ascendance autrichienne. Au cours de sa carrière, il établit 65 records du monde officiels, remporte un titre olympique et six titres mondiaux.
David Rigert est le fils d'Adam Adamovitch Rigert et de Jelisaveta Rudolfovna Horn, tous deux Russes d'origine germanique. Son grand-père paternel, également prénommé Adam, travaillait au domaine du baron Rudolf Horn, officier du tsar. La fille du baron Horn, Lisbeth, épousa le fils d'Adam Rigert. Pendant la Seconde Guerre mondiale, le père de David Rigert est déporté vers des camps de travail forcé dans l'Oural, comme d'autres Russes d'ascendance germanique. Sa mère et les enfants sont conduits au nord du Kazakhstan. David et ses huit frères et sœurs grandissent ensuite dans le territoire du Kouban, dans le sud de la Russie.
Rigert s'entraîne d'abord à la boxe mais, impressionné par la victoire de Iouri Vlasov aux Jeux olympiques de 1960, il opte pour l'haltérophilie. Il commence seul, en 1966, en utilisant les méthodes d'entraînement de l'ancien champion Arkady Vorobyov. Après avoir servi dans l'armée soviétique, il s'installe à Armavir. En 1969, il rencontre le célèbre entraîneur Rudolf Plyukfelder, qui l'invite à s'entraîner sous sa direction à Chakhty. Parallèlement, il travaille dans les mines de charbon. Moins d'un an après, en 1970, il est admis au sein de l'équipe soviétique et fait ses débuts sur la scène internationale, remportant une médaille de bronze aux championnats du monde. En 1971, il établit son premier record du monde et commence une série exceptionnelle de 65 records du monde. Seul Vassili Alexeiev a fait mieux.
Après une prestation décevante aux Jeux olympiques de Munich, en 1972, il remporte toutes les compétitions auxquelles il participe, notamment les championnats du monde et d'Europe organisés entre 1973 et 1976. Sa carrière sportive culmine à Montréal en 1976, avec le titre olympique obtenu dans la catégorie 82.5-90 kg devant l'Américain Lee James. Mais sa dernière participation à des Jeux olympiques, en 1980, se solde par une grande déception, avec un score de zéro.
Il met alors un terme à sa carrière et se retire à Rostov, puis à Taganrog. Il se reconvertit dans l'entraînement et diverses activités en rapport avec l'haltérophilie, comme la fabrication de poids. Il est nommé responsable de l'entraînement de l'équipe russe d'haltérophilie en 2004. Il s'engage également dans une carrière politique  locale : il est élu à la Douma de Taganrog sous les couleurs de Russie unie.
David Rigert est marié à une ancienne lanceuse de javelot prénommée Nadejda, avec laquelle il a eu trois fils : Viktor, Vladislav et Denis. Tous ont pratiqué l'haltérophilie en compétition.
Décoré de l'Ordre du Drapeau rouge du Travail en 1976, Maître des Sports de l'URSS, il est intronisé au Temple de la renommée de la Fédération internationale d'haltérophilie, en 1999.